# Карандашово
Каранда́шово (рос. Карандашово) — присілок у складі Шуміхинського району Курганської області, Росія. Входить до складу Каменської сільської ради.
Населення — 342 особи (2010, 372 у 2002).
Національний склад станом на 2002 рік: росіяни — 91 %.